# جک اوکالاهان
جک اوکالاهان (انگلیسی: Jack O'Callahan؛ زادهٔ ۲۴ ژوئیهٔ ۱۹۵۷) بازیکن هاکی روی یخ اهل ایالات متحده آمریکا بود.